# Popis integrala racionalnih funkcija
Slijedi popis integrala (antiderivacija funkcija) racionalnih funkcija. Za potpun popis integrala funkcija, pogledati tablica integrala i popis integrala.
| {\displaystyle \int (ax+b)^{n}dx}        | {\displaystyle ={\frac {(ax+b)^{n+1}}{a(n+1)}}+C\qquad {\mbox{(za }}n\neq -1{\mbox{)}}\,\!}                          |
| {\displaystyle \int {\frac {1}{ax+b}}dx} | {\displaystyle ={\frac {1}{a}}\ln \left\|ax+b\right\|+C}                                                             |
| {\displaystyle \int x(ax+b)^{n}dx}       | {\displaystyle ={\frac {a(n+1)x-b}{a^{2}(n+1)(n+2)}}(ax+b)^{n+1}+C\qquad {\mbox{(za }}n\not \in \{-1,-2\}{\mbox{)}}} |
| {\displaystyle \int {\frac {x}{ax+b}}dx}       | {\displaystyle ={\frac {x}{a}}-{\frac {b}{a^{2}}}\ln \left\|ax+b\right\|+C}                                        |
| {\displaystyle \int {\frac {x}{(ax+b)^{2}}}dx} | {\displaystyle ={\frac {b}{a^{2}(ax+b)}}+{\frac {1}{a^{2}}}\ln \left\|ax+b\right\|+C}                              |
| {\displaystyle \int {\frac {x}{(ax+b)^{n}}}dx} | {\displaystyle ={\frac {a(1-n)x-b}{a^{2}(n-1)(n-2)(ax+b)^{n-1}}}+C\qquad {\mbox{(za }}n\not \in \{1,2\}{\mbox{)}}} |
| {\displaystyle \int {\frac {x^{2}}{ax+b}}dx}       | {\displaystyle ={\frac {1}{a^{3}}}\left({\frac {(ax+b)^{2}}{2}}-2b(ax+b)+b^{2}\ln \left\|ax+b\right\|\right)+C}                                                                                     |
| {\displaystyle \int {\frac {x^{2}}{(ax+b)^{2}}}dx} | {\displaystyle ={\frac {1}{a^{3}}}\left(ax+b-2b\ln \left\|ax+b\right\|-{\frac {b^{2}}{ax+b}}\right)+C}                                                                                              |
| {\displaystyle \int {\frac {x^{2}}{(ax+b)^{3}}}dx} | {\displaystyle ={\frac {1}{a^{3}}}\left(\ln \left\|ax+b\right\|+{\frac {2b}{ax+b}}-{\frac {b^{2}}{2(ax+b)^{2}}}\right)+C}                                                                           |
| {\displaystyle \int {\frac {x^{2}}{(ax+b)^{n}}}dx} | {\displaystyle ={\frac {1}{a^{3}}}\left(-{\frac {(ax+b)^{3-n}}{(n-3)}}+{\frac {2b(a+b)^{2-n}}{(n-2)}}-{\frac {b^{2}(ax+b)^{1-n}}{(n-1)}}\right)+C\qquad {\mbox{(za }}n\not \in \{1,2,3\}{\mbox{)}}} |
| {\displaystyle \int {\frac {1}{x(ax+b)}}dx}         | {\displaystyle =-{\frac {1}{b}}\ln \left\|{\frac {ax+b}{x}}\right\|+C} |
| {\displaystyle \int {\frac {1}{x^{2}(ax+b)}}dx}     | {\displaystyle =-{\frac {1}{bx}}+{\frac {a}{b^{2}}}\ln \left\|{\frac {ax+b}{x}}\right\|+C} |
| {\displaystyle \int {\frac {1}{x^{2}(ax+b)^{2}}}dx} | {\displaystyle =-a\left({\frac {1}{b^{2}(ax+b)}}+{\frac {1}{ab^{2}x}}-{\frac {2}{b^{3}}}\ln \left\|{\frac {ax+b}{x}}\right\|\right)+C} |
| {\displaystyle \int {\frac {1}{x^{2}+a^{2}}}dx}     | {\displaystyle ={\frac {1}{a}}\arctan {\frac {x}{a}}\,\!+C} |
| {\displaystyle \int {\frac {1}{x^{2}-a^{2}}}dx=}    | {\displaystyle {\begin{cases}-{\frac {1}{a}}\,\mathrm {arctanh} {\frac {x}{a}}={\frac {1}{2a}}\ln {\frac {a-x}{a+x}}+C\qquad {\mbox{(za }}\|x\|<\|a\|{\mbox{)}}\,\!\\-{\frac {1}{a}}\,\mathrm {arccoth} {\frac {x}{a}}={\frac {1}{2a}}\ln {\frac {x-a}{x+a}}+C\qquad {\mbox{(za }}\|x\|>\|a\|{\mbox{)}}\,\!\end{cases}}} |
| {\displaystyle \int {\frac {1}{ax^{2}+bx+c}}dx=} | {\displaystyle {\begin{cases}{\frac {2}{\sqrt {4ac-b^{2}}}}\arctan {\frac {2ax+b}{\sqrt {4ac-b^{2}}}}+C\qquad {\mbox{(za }}4ac-b^{2}>0{\mbox{)}}\\-{\frac {2}{\sqrt {b^{2}-4ac}}}\,\mathrm {arctanh} {\frac {2ax+b}{\sqrt {b^{2}-4ac}}}={\frac {1}{\sqrt {b^{2}-4ac}}}\ln \left\|{\frac {2ax+b-{\sqrt {b^{2}-4ac}}}{2ax+b+{\sqrt {b^{2}-4ac}}}}\right\|+C\qquad {\mbox{(za }}4ac-b^{2}<0{\mbox{)}}\\-{\frac {2}{2ax+b}}+C\qquad {\mbox{(za }}4ac-b^{2}=0{\mbox{)}}\end{cases}}} |
| {\displaystyle \int {\frac {x}{ax^{2}+bx+c}}dx}  | {\displaystyle ={\frac {1}{2a}}\ln \left\|ax^{2}+bx+c\right\|-{\frac {b}{2a}}\int {\frac {dx}{ax^{2}+bx+c}}+C} |
| {\displaystyle \int {\frac {mx+n}{ax^{2}+bx+c}}dx=} | {\displaystyle {\begin{cases}{\frac {m}{2a}}\ln \left\|ax^{2}+bx+c\right\|+{\frac {2an-bm}{a{\sqrt {4ac-b^{2}}}}}\arctan {\frac {2ax+b}{\sqrt {4ac-b^{2}}}}+C\qquad {\mbox{(za }}4ac-b^{2}>0{\mbox{)}}\\{\frac {m}{2a}}\ln \left\|ax^{2}+bx+c\right\|+{\frac {2an-bm}{a{\sqrt {b^{2}-4ac}}}}\,\mathrm {artanh} {\frac {2ax+b}{\sqrt {b^{2}-4ac}}}+C\qquad {\mbox{(za }}4ac-b^{2}<0{\mbox{)}}\\{\frac {m}{2a}}\ln \left\|ax^{2}+bx+c\right\|-{\frac {2an-bm}{a(2ax+b)}}+C\,\,\,\,\,\,\,\,\,\,\qquad {\mbox{(za }}4ac-b^{2}=0{\mbox{)}}\end{cases}}} |
{\displaystyle \int {\frac {1}{(ax^{2}+bx+c)^{n}}}dx={\frac {2ax+b}{(n-1)(4ac-b^{2})(ax^{2}+bx+c)^{n-1}}}+{\frac {(2n-3)2a}{(n-1)(4ac-b^{2})}}\int {\frac {1}{(ax^{2}+bx+c)^{n-1}}}dx\,\!+C}
{\displaystyle \int {\frac {x}{(ax^{2}+bx+c)^{n}}}dx={\frac {bx+2c}{(n-1)(4ac-b^{2})(ax^{2}+bx+c)^{n-1}}}-{\frac {b(2n-3)}{(n-1)(4ac-b^{2})}}\int {\frac {1}{(ax^{2}+bx+c)^{n-1}}}dx\,\!+C}
{\displaystyle \int {\frac {1}{x(ax^{2}+bx+c)}}dx={\frac {1}{2c}}\ln \left|{\frac {x^{2}}{ax^{2}+bx+c}}\right|-{\frac {b}{2c}}\int {\frac {1}{ax^{2}+bx+c}}dx+C}
Bilo koja racionalna funkcija se može integrirati rabeći gornje jednadžbe i parcijalne razlomke u integriranju, dekompozicijom racionalne funkcije u zbroj funkcija oblika:
{\displaystyle {\frac {ex+f}{\left(ax^{2}+bx+c\right)^{n}}}}.